# Кјетш
Кјетш (пољ. Kietrz) град је у Пољској у Војводству опољском. По подацима из 2012. године број становника у месту је био 6195.

## Становништво
| 2012. |
| ----- |
| 6.195 |